# 雅科波·蒂西
雅科波·蒂西（義大利語：Jacopo Tissi，1995年2月13日—）是一名義大利芭蕾舞者。他早年曾在維也納國家芭蕾舞團與斯卡拉劇院芭蕾舞團擔任舞者，後於2016年加入俄羅斯莫斯科的波修瓦芭蕾舞團。蒂西在2021年12月成為波修瓦芭蕾舞團的首席舞者，是該舞團歷史上少數擔任此職的外國舞者。但因為俄羅斯入侵烏克蘭，蒂西宣佈辭去該職務並離開波修瓦芭蕾舞團。他將在2022年至2023年期間擔任斯卡拉劇院芭蕾舞團的客座首席舞者。